# Волков, Сергей Петрович (краевед)
Серге́й Петро́вич Во́лков (13 июля 1889, Залесье, Московская губерния — 2 июня 1971, Подольск, Московская область) — краевед, писатель, педагог.

## Начало биографии

С. П. Волков — студент Московского училища живописи, ваяния и зодчества

С. П. Волков (левее натурщицы, с рукой у затылка) в группе студентов училища живописи, ваяния и зодчества.
Слева, в светлой рубахе — К. А. Коровин,
над ним через одного человека — А. М. Герасимов

Сергей Петрович Волков родился 13 июля 1889 года в деревне Залесье, Московской губернии, в семье священнослужителя:5. В 1892 году отца переводят на работу в Орловско-Ливенскую епархию, и семья переезжает в Ливны. Здесь Сергей, как и многие дети местных клириков, был отправлен на учёбу в Ливенское духовное училище, поскольку там им полагалось бесплатное образование. Обучение в училище было закончено в 1904 году по I разряду, с предоставлением права перевода в первый класс духовной семинарии без вступительных экзаменов. Поступив в Орловскую духовную семинарию, заканчивает её в 1908 году.
Однако священнослужителем стать было не суждено. Чувствуя твёрдую склонность к живописи, которая возникла, видимо, ещё при обучении в Духовном училище, где витала память о недавнем воспитаннике Николае Лосеве, ставшем придворным художником, С. П. Волков готовится к поступлению в Московское училище живописи, ваяния и зодчества. После нескольких лет это удается и он становится учеником известного живописца, профессора Константина Алексеевича Коровина:5.

## Участие в Первой мировой войне
Пришёл 1914 год. Началась Первая мировая война и учёба в училище живописи прекратилась. Как студента, Сергея отправляют под Харьков, для ускоренного обучения в Чугуевском военном училище. По окончании, он получает первый офицерский чин — прапорщика и направляется в действующую армию на Кавказский фронт. Конкретно — Карское направление (Карс — Эрзерум), то есть в Турцию:6-7.
Война на территории Турции длилась для Сергея Петровича с 1915 по осень 1917 года, когда уже в звании поручика командуя ротой, при объезде своих передовых позиций, он попадает под артобстрел и получает тяжёлую контузию. Для лечения его эвакуируют в Россию, а после выздоравливания отправляют на переформирование в качестве командира батальона. В этот момент происходит Октябрьская социалистическая революция и принимается Декрет о мире. Формирование новых частей для фронта заканчивается и армия фактически прекращает своё существование. Сергей Петрович возвращается по месту постоянного жительства в город Ливны:7.

## 1918—1919 годы

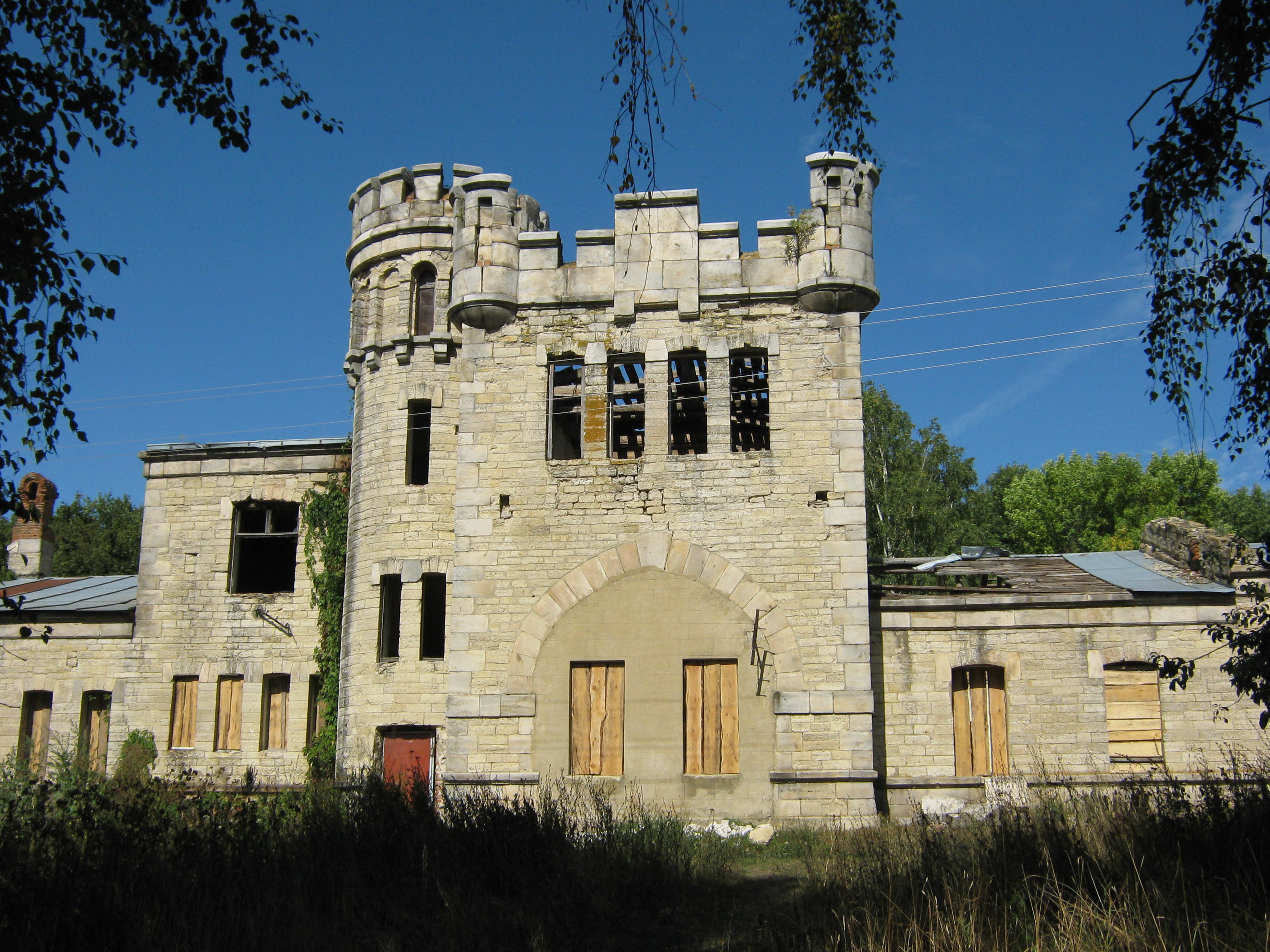
Бывшее здание Дома детей — Борковский замок. 2009 г.

1 ноября 1918 года уездная ливенская газета «Свободный пахарь» сообщила о предстоящем 7 ноября открытии в селе Борки Дома детей. Тогда это село было центром Борковской волости Ливенского уезда, в настоящее время оно является центром Борковского сельского поселения Тербунского района Липецкой области.
Дом детей располагался в неоготическом Борковском замке великого князя Андрея Владимировича Романова. Он рассчитывался на 200 беженцев с Украины и Белоруссии. Организовывались мастерские и трудовая школа. Руководство Домом детей возлагалось на хозяйственную коллегию, куда вошёл и С. П. Волков. Ему и его ровеснику А. Д. Нацкому, была поручена воспитательная часть. Кстати, А. Д. Нацкий позже стал прототипом Шацкого — героя повести К. Г. Паустовского «Кара-Бугаз».
При Доме детей Сергею Петровичу удалось создать и организовать работу школ I и II ступеней. Позже их реорганизовали в Школу крестьянской молодёжи (ШКМ), а ещё позже в Борковскую среднюю школу существующую и ныне. Выражение благодарности по этому поводу было опубликовано в уездной газете «Свободный пахарь» 5 марта 1919 года. Кроме воспитательной работы, обязанности Сергея Петровича в то тяжёлое, голодное время, состояли из занятий с детьми по курсу начальной школы, физкультуре, а также, из заготовки дров и разного текущего ремонта — помещений, обуви, мебели и т. п.:8.

## Участие в Гражданской войне

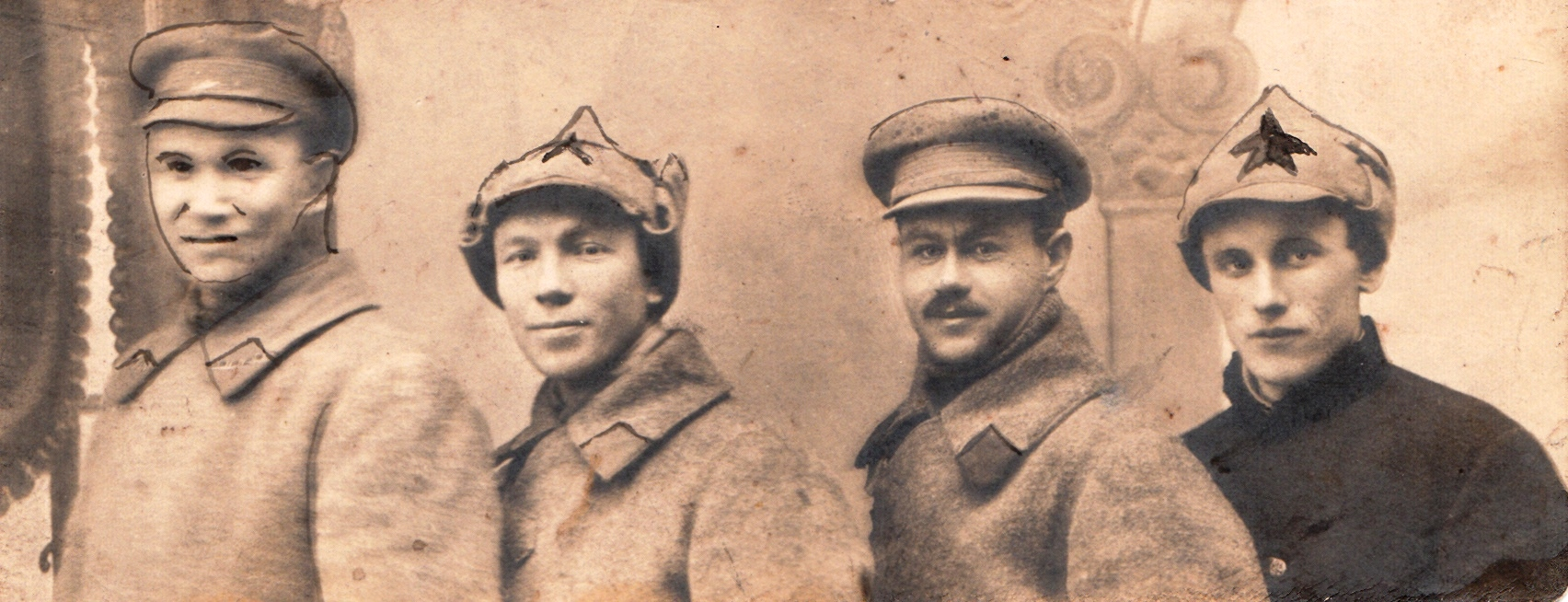
С. П. Волков (второй слева) в начале 20-х годов XX века.

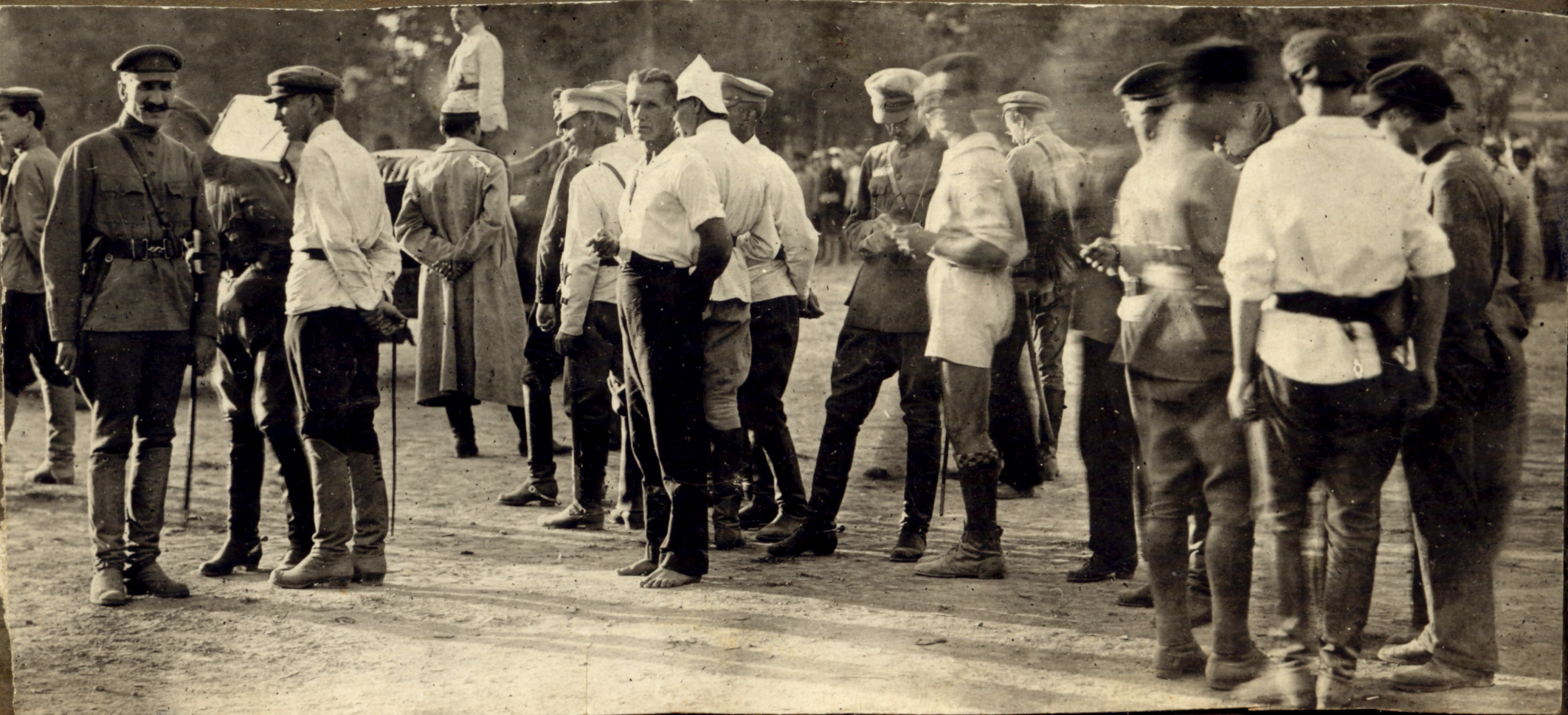
На Туркестанском фронте.

После начала Гражданской войны, в июле 1919 года Сергей Петрович призывается в Красную Армию. Как офицера имевшего опыт боевых действий и контактов с мусульманским населением, его направляют в качестве командира батальона на Туркестанский фронт, в район города Гурьева. В скором времени он назначается заместителем, а потом и командиром Второго Татарского полка:9.

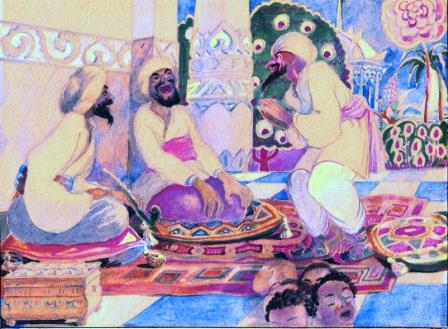
Туркестанские ассоциации.
С. П. Волков

Боевые действия сначала проходили в районе нижней Волги, реки Урал, Семиречья. Позже сместились к Бухаре. Специфика войны тех лет на юге Средней Азии, в некотором смысле, показана в фильме Белое солнце пустыни. У Волкова С. П. туркестанские воспоминания нашли отражение в серии акварелей одна из которых представлена в данной статье.
Местный колорит и общение с басмачами завершилось в начале 1921 года. Пулевое ранение в грудь на вылет опасно задело лёгкое. Сергея Петровича комиссовали и он вновь возвратился в Ливны:10.

## Создание ливенской городской пионерской организации
В сентябре 1921 года, когда Гражданская война пошла на убыль, начали восстановление мирной жизни. Уездный комитет РКП(б) организовал в Ливнах городской Дом воспитания, своего рода прообраз будущего Дома пионеров. В качестве заведующего по совместительству со службой в военкомате направили туда С. П. Волкова:10.
Работу начали с размещения в газете «Свободный пахарь» сообщения о возможности занять досуг детей. Оно привлекло первых добровольцев. Занятия с ними Сергей Петрович строил на методах скаутского движения, создав городской клуб «Красный скаут». К лету 1922 года клуб включал 6 отрядов, состоящих из ребят, живших неподалёку друг от друга. Общая численность была порядка 200 человек. Отряды объединялись в дружину, работой которой руководил штаб. Каждый отряд имел своё название, обычно по названию улиц, например, «отряд имени Дзержинского», свой цветной флаг и галстук в цвет флага:10.

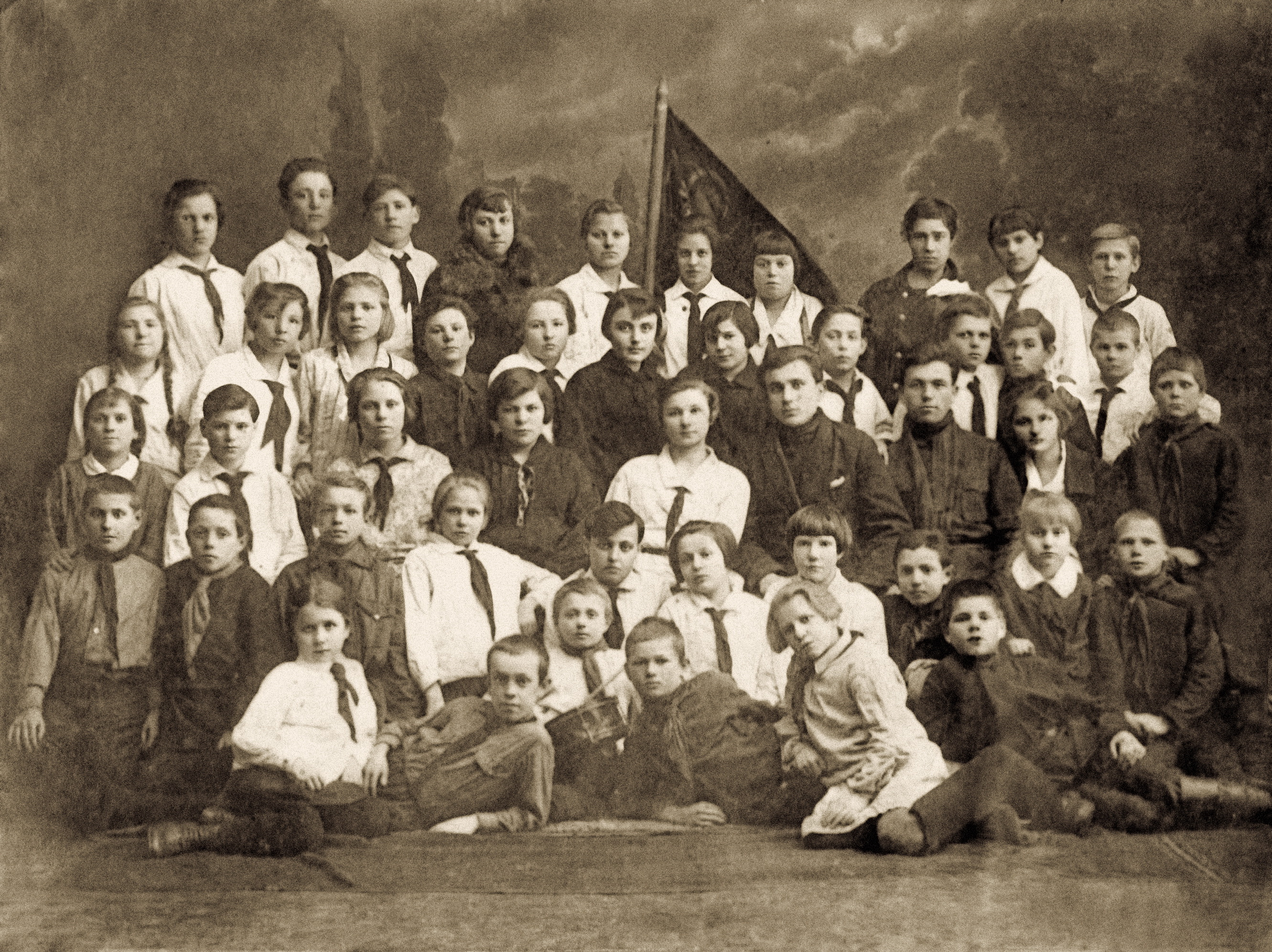
Ливенские пионеры. 1923 год

Подростки 8—13 лет состояли в кружках по интересам. Осуществляли стрелковую, строевую, физическую подготовки, выступали с показательными спортивными упражнениями, ходили в походы, в том числе — лодочные по Сосне, проводили читки, ставили спектакли. Периодически устраивали революционные игры, например:21:
Красная искра — двое убегают от преследователей. Задача убегающих — вернуться в исходное место не попавшись преследователям
Конспиративное собрание — группа ребят прячется в лесном массиве и шёпотом ведёт беседу. Задача другой группе — незаметно отыскать конспираторов
Бросай метко — к колышку привязывают карикатуру врага социализма, например, попа, Муссолини, Пуанкаре. Играющие с 15 шагов, как в городках, бросают по этим целям палки
Улицы и переулки — одна группа изображает сотрудников ЧК, а другая — спекулянтов. Чекисты ловят и арестовывают спекулянтов
В 1922 году, после образования Всероссийского пионерского движения имени Спартака, клуб «Красный скаут» был переименован в «Красный пионер». Теперь эту дату считают датой создания ливенской пионерской организации:18-19.
Сергей Петрович организовывал работу среди ливенских подростков с 1921 по 1924 годы. В 1926 году единая общегородская пионерская организация была распущена, а её место заняли пионерские дружины, формируемые на базе школ.
В настоящее время материалы по истории ливенской пионерии хранят в Музее истории школы.

## Работа в ливенском педагогическом техникуме

С. П. Волков среди преподавателей и выпускников педагогического техникума.
Первый ряд слева направо:
Ф. Т. Алтухов, М. Н. Белоцерковский, А. С. Молотов,
Л. Я. Якубсон, С. П. Волков

В августе 1921 году в Ливнах, в здании бывшей женской гимназии открывается педагогическое училище, позже переименованное в педагогический техникум. Оно создается для подготовки учителей начальных школ, которые в то время составляли основную массу учебных заведений России:19. Директором назначается М. Н. Белоцерковский — отец Сергея и Олега Белоцерковских, брат революционного драматурга Билль-Белоцерковского.
С. П. Волков приглашается туда для работы в качестве преподавателя рисования, военного дела, физкультуры и труда.

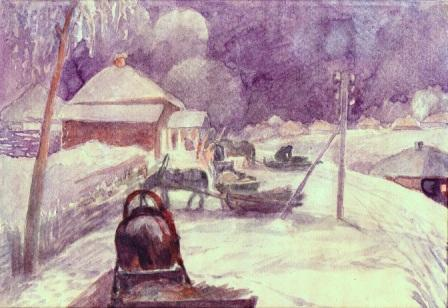
Сельсовет. С. П. Волков

История работы в педагогическом училище как бы делится на два этапа. Первый — становление самого учебного заведения и направление основных сил на борьбу с неграмотностью. В этот период Сергей Петрович одновременно с работой в училище продолжает руководить пионерской организацией города. Он также много времени отдаёт изучению истории Ливен и занятиям живописью, с предпочтением исторических сюжетов.
Второй этап относится в тридцатым годам XX века. Он характеризуется усилением внимания к военной подготовке населения. В 1931 году впервые вводятся спортивные нормы ГТО. В Ливнах создаётся первичная организация ОСОАВИАХИМа. В эти годы Сергей Петрович, как преподаватель военного дела, одновременно работает и в бывшем Духовном Училище.
Одной из баз ливенского ОСОАВИАХИМа становится педучилище, в котором Сергей Петрович продолжает работать. Он организует массовую подготовку учащихся и сдачу ими оборонных норм. Наиболее популярными явились нормы и значки «Ворошиловский стрелок» и «Готов к противовоздушной и противохимической обороне». Кроме того, регулярно проводились легкоатлетические, лыжные и военизированные кроссы. Допризывники проходили сборы в урочище Липовчик.
Проиллюстрировать сложность подготовки ОСОАВИАХИМовцев тех лет может один из лыжных пробегов, организованный 20 февраля 1939 года, посвящённый 21-й годовщине Красной Армии. Группа школьников совершила переход Ливны — Орёл, то есть порядка 140 км, за 19 часов:28. Шли они по снежной целине на деревянных лыжах прикреплённых ремешками к валенкам. Лыжные палки были бамбуковыми.

### Ливенская лётно-планёрная школа
Педагогическое училище с момента своего создания и до начала Отечественной войны было значительным культурным центром Ливен. Его задачей являлась не просто подготовка преподавательских кадров для района, а подготовка будущих проводников политики партии в среду подрастающего поколения. Поэтому на воспитательно-патриотическую работу, под видом которой осуществлялась идеологическая индоктринация, власть выделяла заметные по тем временам средства.

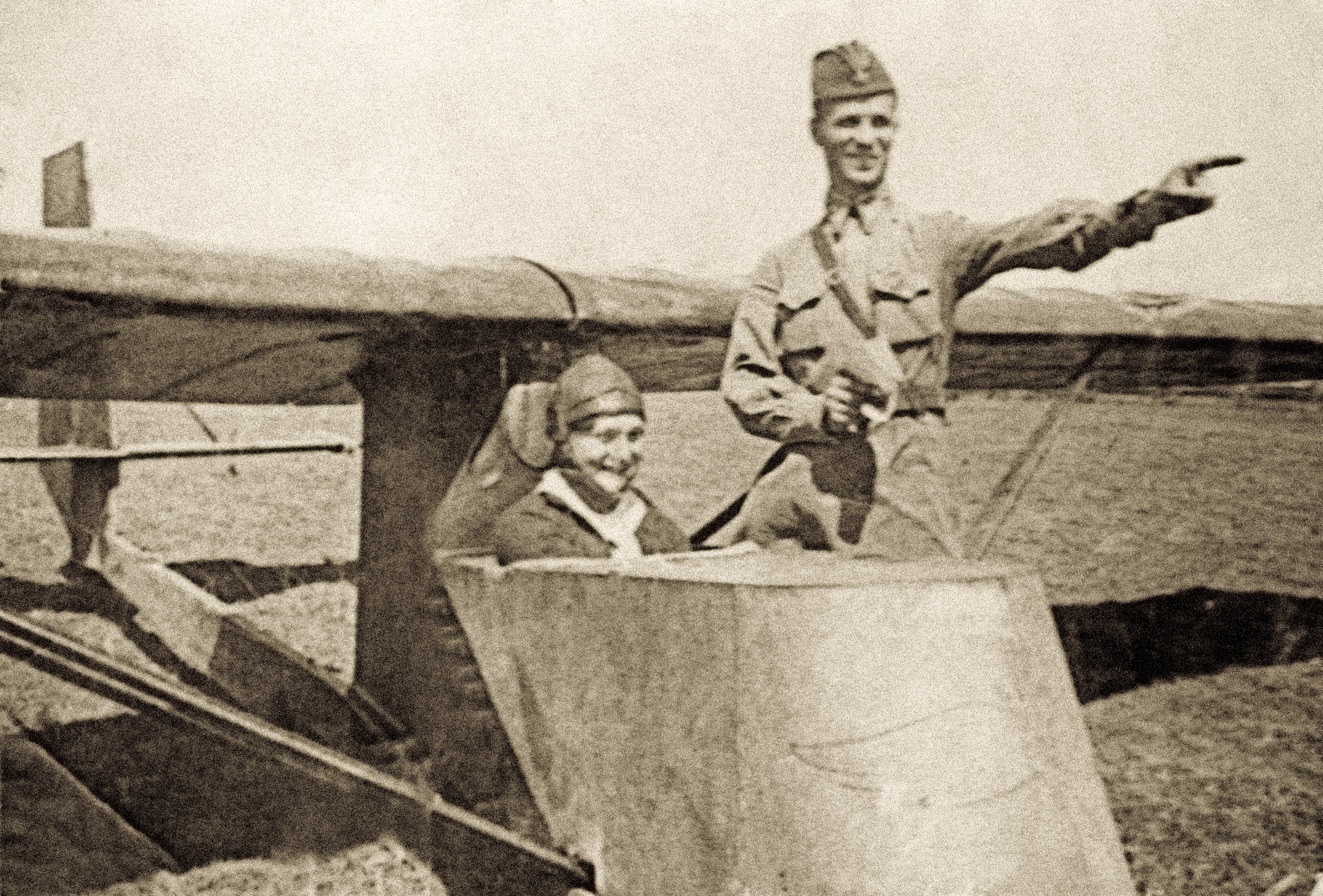
Старт ливенского планёра, пилотируемого Борзаковской Н. Н.
1939 год

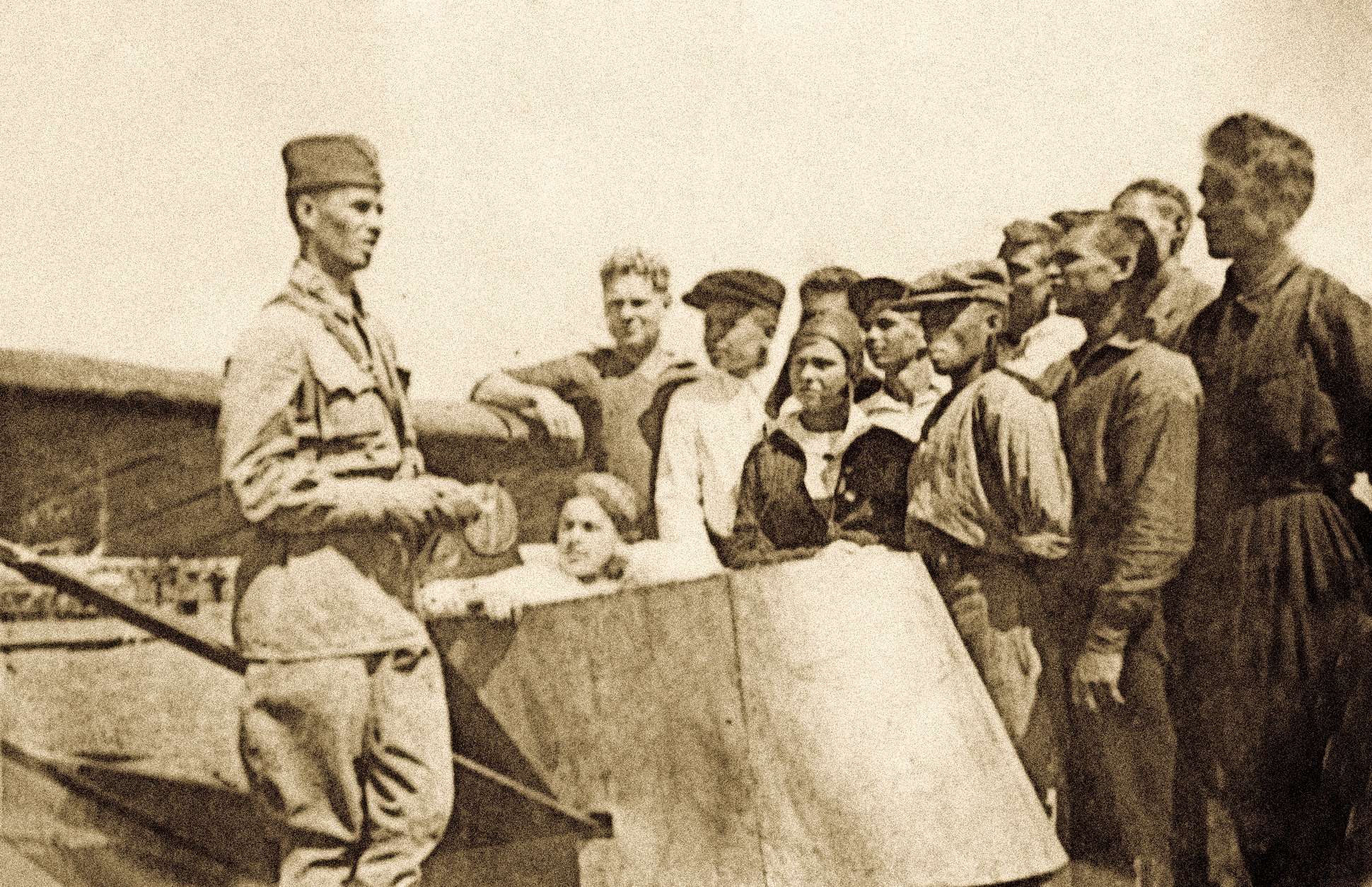
Инструктаж курсантов лётно-планёрной школы. 1939 год

По этой причине стало возможным наиболее замечательное достижение Волкова С. П., как руководителя ОСОАВИАХИМа в педагогическом училище — организация в 1939 году лётно-планёрной школы:29, провинциального вклада в развитие планеризма СССР. Для этого, с помощью шефов — расквартированного в городе 18-го стрелкового полка, где, кстати, в 1928-29 годах служил будущий известный авиаконструктор Микоян А. И.:380-381, удалось получить несколько одно- и двухместных планёров заводского изготовления.
Теоретическая подготовка проходила в угловом двухэтажном здании по ул. Свердлова, напротив современного здания Госбанка. Позже перед самой войной в этом здании располагался военкомат.
Планёры базировались за Сосной напротив городского сада, называемом сейчас городской парк, на Беломестненском, ныне застроенном выгоне. Там же, до самой Адамовской мельницы, они летали. Занятия проводил бывший военлёт Демидов, уволенный из армии по ранению. Позже, Демидов ушёл на фронт добровольцем и воевал в качестве стрелка в экипаже штурмовика своего брата.
Для провинциальной молодёжи предвоенного времени, полёты на планёрах, вполне сравнимы по экзотичности с нынешней работой космонавтов. Отличие лишь в том, что всё происходило в их родном городе и было общедоступно.
Кстати, связь довоенных Ливен с авиацией, символизирует также авиаконструктор Поликарпов Н. Н. и доктор Рошаль Л. М., родившийся в семье военного лётчика. А послевоенная причастность к авиационно-космической тематике выражена деятельностью профессора академии им. Н. Е. Жуковского — Белоцерковского С. М.

## Годы Второй мировой войны

С. П. Волков, 1941 г.

В армию Сергея Петровича призвали в июле 1941 года и 52-й День рождения был встречен в рядах РККА:14.
Сначала С. П. Волкова отправляют на формирование в Мичуринск, затем на фронт. Однако уже в мае 1942 года сказались последствия ранения гражданской войны и его по болезни демобилизовали.
После возвращения в прифронтовые Ливны, Волков С. П. назначается на должность начальника штаба противовоздушной обороны города, а вслед за окончательным освобождением города, Сергей Петрович назначается председателем ливенского райсовета ОСОАВИАХИМа.
Главной задачей этого периода явилась не только подготовка допризывной молодёжи к службе в армии, но и ликвидация следов недавних боевых действий, а именно обезвреживание оставшихся мин и снарядов. С этой целью, ливенские допризывники направлялись в Елец на курсы разминирования. С их помощью за год удалось полностью очистить и город, и весь Ливенский район, включая пахотные земли остро необходимые восстанавливаемому сельскому хозяйству:19.

## Послевоенные годы

Волков С. П. за мольбертом.

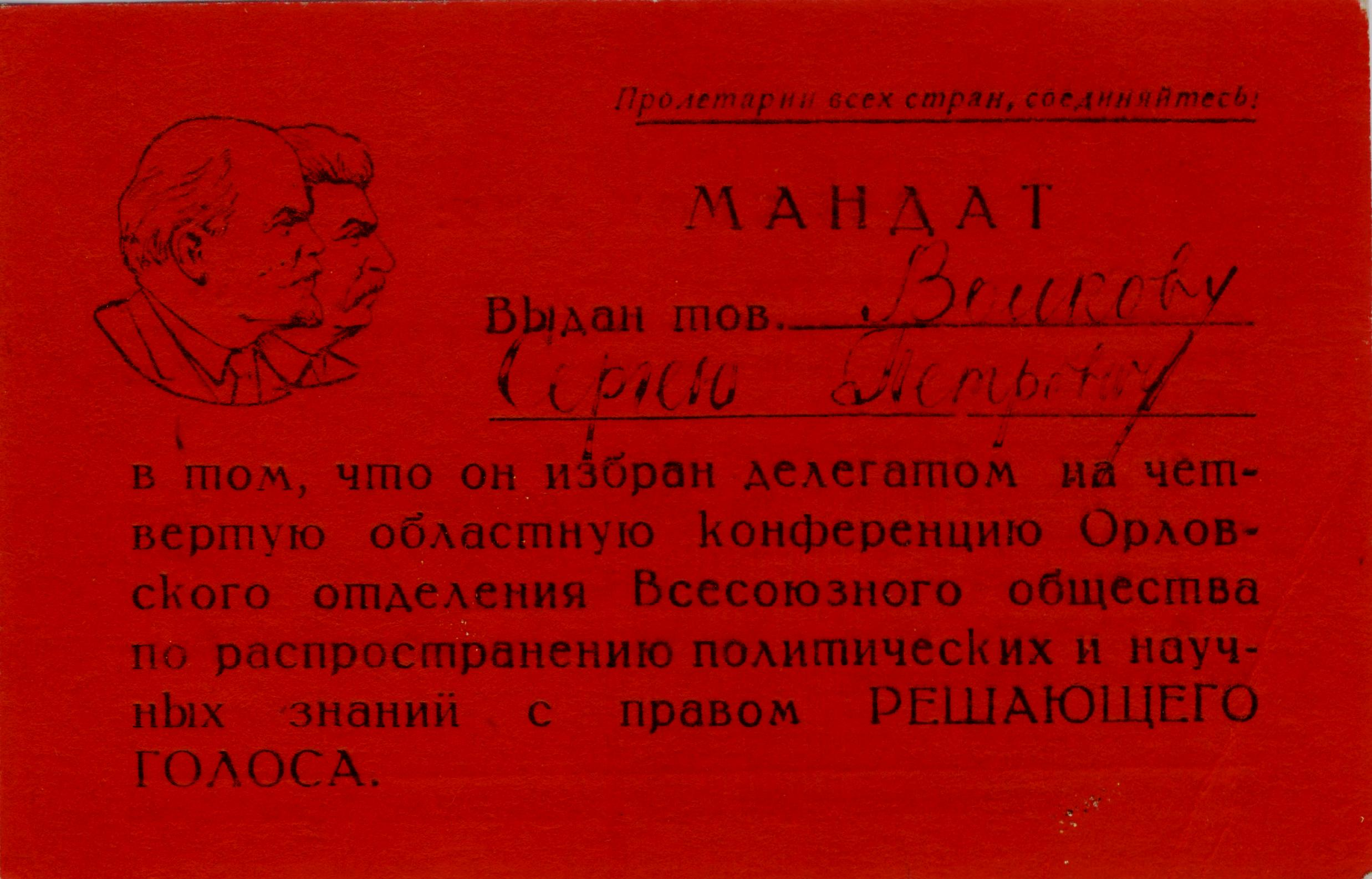
Мандат Волкова С. П. — делегата Областной конференции Общества Знание. Октябрь 1955 год

Волков С. П.

Ещё до войны, знакомство с работами Гавриила Пясецкого, увлекло Волкова С. П. историей ливенского края. Наставшее мирное время предоставило для этого новые возможности, давшие интересные результаты. К этому периоду, например, относится его участие в исследовании биографии выдающегося русского учёного Евграфа Васильевича Быханова, жившего и работавшего в Ливнах во второй половине XIX века:78.
Выйдя в 1949 году на пенсию, Сергей Петрович занимается популяризацией культуры среди жителей Ливен и района, в особенности молодой их части. С этой целью, в 1949 году им организуется первая городская выставка живописи, включавшая всего 58 работ:33. Через некоторое время такая выставка проведена вновь. Затем ещё. Выставки стали праздниками не только для участников, но и для всего небольшого городка. Кроме живописи, здесь экспонировалось прикладное и народное искусство.
Руководство города заметило интерес к предметам творчества среди жителей и в 1954 году поручило Александру Никифоровичу Селищеву, молодому тогда художнику и непременному участнику всех художественных выставок, создать Изостудию:34, существующую и ныне в качестве Ливенской Детской Художественной школы.
Работа с историческими документами позволила Волкову С. П. постепенно собрать и обобщить значительные материалы по краеведению. Сначала из них сформировался цикл лекций, с которыми Сергей Петрович регулярно выступал по линии Общества Знание. К концу 50-х годов XX века, благодаря помощи секретаря горкома партии Дубровской З. В.:20, появилась возможность издать их в виде книги. В 1959 году эта книга вышла из печати. Она стала первой объёмной публикацией советского периода об истории края.
Кстати, именно это время, по сути, стало началом возрождения Ливенского краеведческого музея. Собирая материалы по истории края, пропагандируя исторические сведения о Ливенской земле, выступая с циклами лекций в Ливнах и районе, С. П. Волков пробудил интерес к краеведению у ливенской молодёжи. Результаты его работы и работ этой молодёжи, накапливаясь как снежный ком, привели сначала к созданию, по инициативе и трудами О. Л. Якубсона, небольшого краеведческого музея в ливенской средней школе № 1, а позже, в 1966 году, к организации нового городского музея со статусом народного:12-13. В настоящее время музей продолжает существовать в форме Муниципального учреждения.

## Завершение

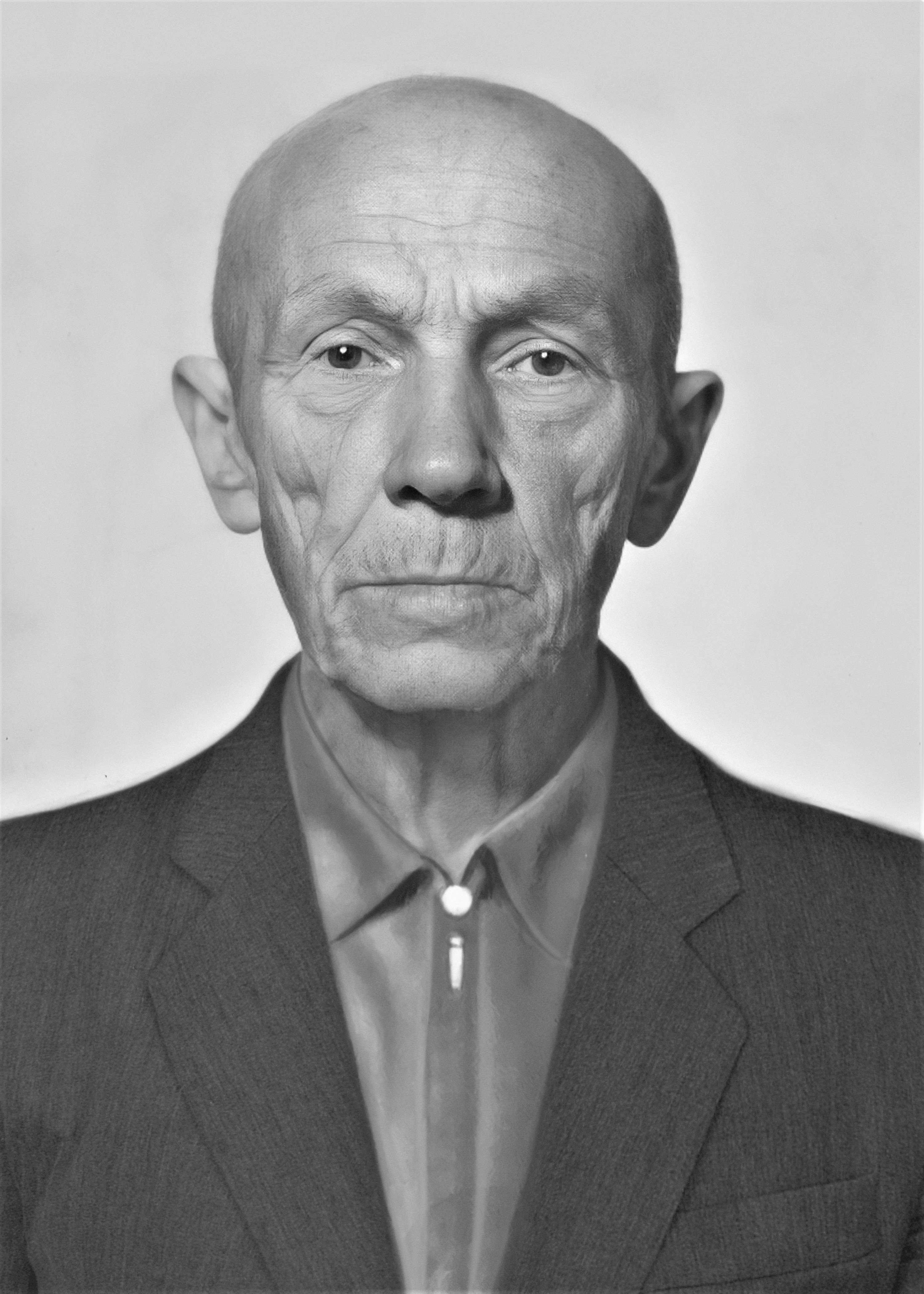
С. П. Волков, 1967 г.

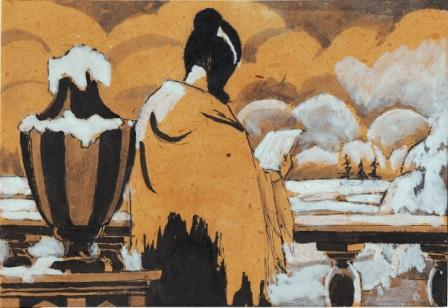
Последнее письмо.
С. П. Волков

В 1962 году, в Ливнах, умирает жена Сергея Петровича — Татьяна Фёдоровна, и он перебирается в город Подольск, к Альтаиру, своему среднему сыну.
Жизнь на новом месте не становится спокойней. Как и в Ливнах, Волков С. П. продолжает работу в Обществе «Знание», выступая с лекциями по искусству. Как и в Ливнах, продолжаются занятия живописью и историей орловщины. Но постепенно годы взяли своё.
2 июня 1971 года Волков Сергей Петрович скончался после продолжительной болезни. Его похоронили на подольском городском кладбище на Красной горке.

## Память

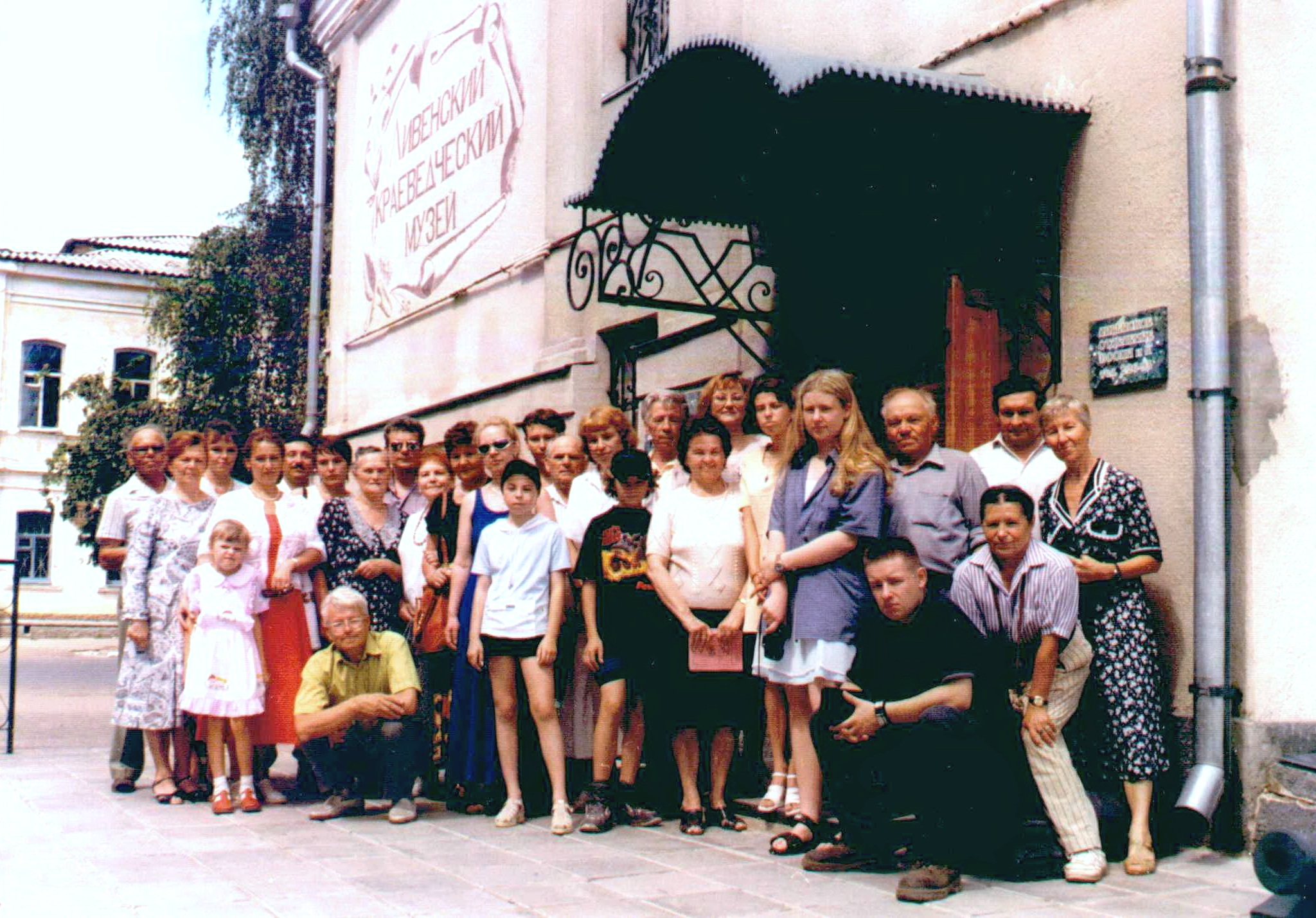
Группа участников конференции и
потомки С. П. Волкова. 1999 год.

Некрологи о смерти Сергея Петровича были опубликованы в газете «Подольский рабочий» (15.06.71) и ливенской газете «Знамя Ленина» (16.06.71).
К 110-й годовщине со дня рождения С. П. Волкова и 40-летию выхода из печати его книги «Ливны», в 1999 году, краеведческим музеем была организована юбилейная конференция в которой, кроме общественности города, приняли участие его коллеги и члены семьи. Этим датам, посвящался также второй выпуск альманаха «Наше наследие» за 1999 год, где детально описывался его жизненный путь и особенности того непростого времени.
Материалы рассказывающие о жизни Сергея Петровича Волкова хранятся в Ливенском краеведческом музее, и Музее истории школы, расположенном в здании бывшего Ливенского Педагогического техникума.
В 2022 году в орловском издательств «Картуш» вышла книга рассказывающая о жизни С. П. Волкова и его времени.